# Christopher Hansteen
Christopher Hansteen (26. září 1784 Christiania – 11. dubna 1873 Christiania) byl norský astronom a geofyzik.
Byl synem celního úředníka a jeho starší sestrou byla spisovatelka Conradine Birgitte Dunkerová. Původně se měl stát námořním důstojníkem, pak navštěvoval Oslo katedralskole. Na Kodaňské univerzitě začal studovat práva, ale nakonec dal přednost matematice a navštěvoval přednášky Hanse Christiana Ørsteda. Po získání akademického titulu učil matematiku na střední škole v Hillerødu.
V roce 1814 se vrátil do Norska, kde získal místo na Královské Fredrikově univerzitě. Vedl univerzitní observatoř a v roce 1816 se stal profesorem. Ve své odborné činnosti se zaměřil na výzkum magnetického pole Země. Vyrobil si přenosný magnetometr a v letech 1828–1830 podnikl výzkumnou cestu na Sibiř, o níž napsal populární cestopis. Byl ředitelem Norského úřadu pro mapování a jako první určil přesnou geografickou polohu norské metropole. Působil také v dozorčí komisi pro míry a váhy a ve společnosti pro rozvoj venkova. Podílel se na vyměřování Struveho oblouku. Na základě zprávy o zatmění Slunce vypočítal správné datum bitvy u Stiklestadu. Vydával Almanakk for Norge a odborný časopis Magazin for Naturvidenskaberne. V roce 1861 odešel do penze.
Byl členem Norské akademie věd a literatury, Královské norské učené společnosti, Královské švédské akademie věd a Americké akademie umění a věd. Byl vyznamenán Řádem svatého Olafa, Medailí za občanskou službu, Řádem Dannebrog a Řádem polární hvězdy. Na Měsíci je po něm pojmenována hora Mons Hansteen a kráter Hansteen, jeho jméno nese také loď DS Hansteen, využívaná při geografickém výzkumu. 
Jeho dcera Aasta Hansteenová byla proslulou bojovnicí za ženská práva. 